# ¿Quién amará a María?
¿Quién amará a María? fue una telenovela colombiana producida por Caracol Televisión, transmitida entre el 25 de marzo de 2008 y el 2 de junio de 2008, protagonizada por Katherine Porto, Nicolás Rincón, Gustavo Ángel, Didier van der Hove, Jorge López y Santiago Alarcón. 

## Sinopsis
La historia trata de una mujer, Marcia, que es traicionada por su esposo y decide rehacer su vida buscando el hombre "perfecto" y el papá de sus hijos ya que su mayor sueño es tener hijos; por ello decide convertirse en cuatro mujeres diferentes, todas ellas llamadas María (María Margarita, María Angélica, María Consuelo y María Magdalena). En el desarrollo de la trama cada una de ellas lograr conquistar a un hombre y es cuando Marcia acaba saliendo con cuatro hombres a la vez.

## Elenco
- Katherine Porto como Marcia (protagonista).
- Jorge López como Juan Esteban (esposo infiel, causante de las múltiples personalidades que comenzará a experimentar "Marcia").
- Nicolás Rincón como Javier Durán carpintero o pintor (enamorado de María Magdalena).
- Gustavo Ángel como José Alejandro Granados (empresario, enamorado de María Margarita).
- Didier van der Hove como Mauricio Restrepo (maestro, enamorado de María Consuelo).
- Santiago Alarcón como Ramón Elías Valencia (comediante, enamorado de María Angélica).
- Daniel Ochoa psicólogo
- Glória Gómez madre de Marcia
- Claudio Cataño Ronaldo (hermano de Javier)
- Adriana Silva Prudencia (hermana de Javier)
- Andrea Nieto Paola
- Helga Díaz Elena Velazquez (mejor amiga de Marcia, adicta al sexo "se acuesta una vez con "el comediante").
- Dina Zalloum Silvana (hija del maestro).
- Marilyn Patiño
- Marcela Posada Eugenia (secretaria y amante del empresario).
- Natalia Durán Matilde (mejor amiga del comediante y enamorada de él, hace lo posible por alejarlo de María).
- Adriana Osorio Marina
- Adriana Franco Eleonora
- Víctor Hugo Morant Antoniel (padre de Javier)
- Jennifer Steffens Cecília
- Margarita Amado
- Alberto Barrero Ezequiel
- Emily Forero Vicky (asistente de Marcia)

## Créditos
- Argumento y libretos: César Augusto Betancur / Perla Ramírez
- Dirección: Juan Carlos Delgado / Catalina Hernández
- Asistentes de dirección: Marisol Gómez / John Ojeda / Elkin Restrepo
- Primera asistente de dirección: Tatela González
- Producción: Miguel Ángel Daza / Juan Andrés Flórez / Claudia Zambrano
- Dirección de cámaras: Jaime Gavilán / Ricardo Torres
- Edición: Luz Dary Alarcón
- Música: Richard Córdoba
- Dirección de arte: Diego Guarnizo / Germán Lizarralde